# 스에히로 준
스에히로 준(일본어: 末広 純, 1월 10일~)은 일본의 AV 여배우이다. 《FANZA》가 발표한 2023년 상반기 AV 여배우 랭킹 19위를 기록했다.